# Euphyia scopulata
Euphyia scopulata là một loài bướm đêm trong họ Geometridae.